# 4手のためのピアノソナタ (ベートーヴェン)
4手のためのピアノソナタ ニ長調 作品6 は、ルートヴィヒ・ヴァン・ベートーヴェンが作曲したピアノソナタ。1797年10月にウィーンのアルタリアから出版された。

## 概要
1796年から1797年にかけて、もしくは1797年に作曲された。当時はまだベートーヴェンがヴィルトゥオーソピアニスト、また作曲家として名を挙げようと奮闘していた時期であり、その背景を念頭に置くと本作の技術的な要求は高いとは言い難い。また、公開演奏の記録も残っていないことから、おそらく教育目的で作曲されたのだろうと推測されている。
一方で、主題の再現時に装飾を加えるなど、それまでの作曲家であればしなかったであろう音楽的処理が行われており、本作からベートーヴェンが成熟へ向かう過程を垣間見ることが出来る。曲の開始部分と終了部分で用いられる楽曲パターンは、後に交響曲第5番で用いられることになるものと類似している。

## 楽曲構成

### 第1楽章
Allegro molto 3/4拍子 ニ長調
交響曲第5番の冒頭モチーフに類似した音型で開始する（譜例1）。
譜例1 （PRIMO）
第2主題はセコンドから出され（譜例2）、プリモと交代しながら奏される。
譜例2 （SECONDO）
元気のよい結尾によって提示部が終了すると反復される。展開部では主に譜例1を用いて展開が行わる。再現部では第1主題から第2主題への推移に変化を持たせ、第2主題の再現後は結尾により完結にまとめられる。

### 第2楽章
RONDO: Moderato 4/4拍子 ニ長調
ABACAの形を取るロンド形式。譜例3の主題により幕を開ける。旋律はプリモによって歌われる。
譜例3 上段：PRIMO、下段：SECONDO
Bの主題はニ短調転じて奏される（譜例4）。ここでも旋律はプリモが担当し、セコンドは伴奏に徹する。
譜例4 上段：PRIMO、下段：SECONDO
Cの主題では16分音符の音型を2人の奏者がやり取りする。譜例3の再現後に同じ主題を用いたコーダが用意されており、全曲が締めくくられる。